# Electrodinámica cuántica

Diagrama de Feynman ilustrando la interacción entre dos electrones producida mediante el intercambio de un fotón. Este tipo de diagramas son importantes para guiar los cálculos dentro de EDC.

La electrodinámica cuántica (EDC o QED como acrónimo en inglés de Quantum Electrodynamics) es la teoría cuántica del campo electromagnético. Esta teoría describe los fenómenos que implican las partículas eléctricamente cargadas que obran recíprocamente por medio de la fuerza electromagnética.
En términos técnicos, la QED puede describirse como una teoría de perturbaciones del vacío cuántico electromagnético.  Richard Feynman la llamó "la joya de la física" por sus predicciones extremadamente exactas de cantidades como el momento magnético anómalo del electrón y el  desplazamiento Lamb del nivel de energía del hidrógeno. : Ch1 

## Historia y predicciones

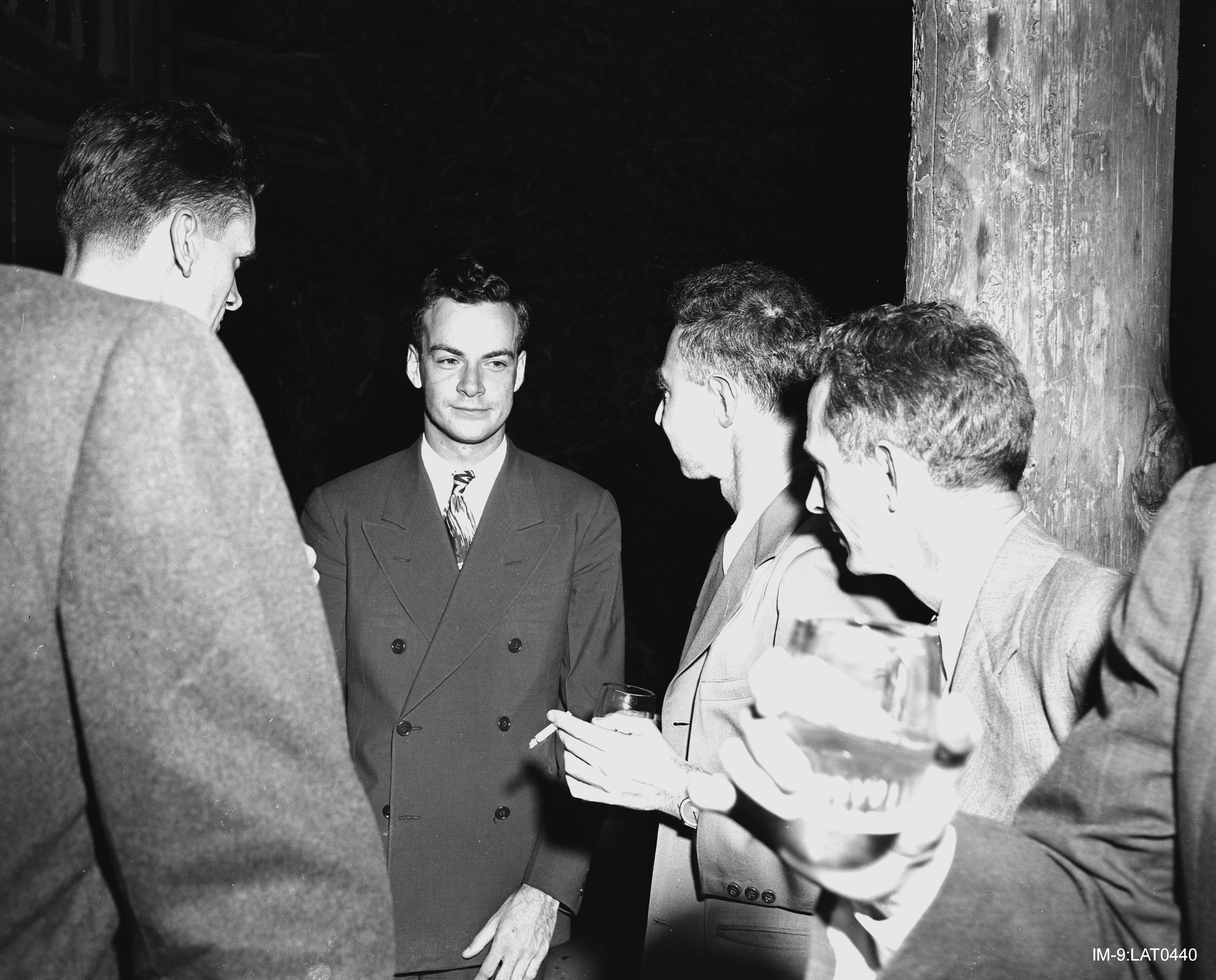
Feynman (centro), uno de los creadores de la EDC, en Los Álamos.

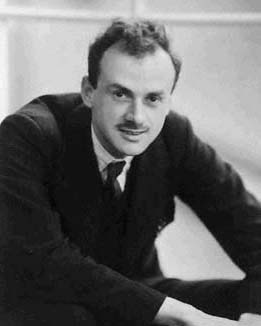
Paul Dirac

La primera formulación de una teoría cuántica que describiera la interacción entre radiación y materia se atribuye al científico británico Paul Dirac, quien (durante la década de 1920) fue capaz de calcular el coeficiente de emisión espontánea de un átomo.
La electrodinámica cuántica es una de las teorías más precisas de cuantos que se crearon en el siglo XX. Es capaz de hacer predicciones de ciertas magnitudes físicas con hasta veinte cifras decimales de precisión, un resultado poco frecuente en las teorías físicas anteriores. Por esa razón la teoría fue llamada «la joya de la física». Entre sus predicciones más exactas están:
- El momento magnético anómalo del electrón y del muon, para el cual la ecuación de Dirac predecía un valor de exactamente el doble del valor clásico. Para el electrón la EDC predice un valor:

{\displaystyle g_{e}=2(1+a)=2\left(1+{\frac {q_{e}^{2}}{4\pi \epsilon _{0}hc}}\right)}

Donde:
{\displaystyle q_{e}\;} es la carga eléctrica del electrón.
{\displaystyle h\;} es la constante de Planck.
{\displaystyle c\;} es la velocidad de la luz en el vacío.
{\displaystyle \epsilon _{0}\;} es la permitividad eléctrica del vacío.
- El valor del desplazamiento Lamb en los niveles energéticos del átomo de hidrógeno.

Shin'ichirō Tomonaga, Julian Schwinger y Richard Feynman recibieron los premios Nobel de Física de 1965 por su desarrollo, sus contribuciones que implicaban una prescripción covariante y gauge invariante para el cálculo de cantidades observables. La técnica matemática de Feynman, basada en sus diagramas, parecía inicialmente muy diferente del enfoque teórico de campos,  basado en operadores de Schwinger y Tomonaga, pero más adelante se demostró su equivalencia. El procedimiento de renormalización para dar sentido a algunas de las predicciones infinitas de la teoría cuántica del campo también encontró su primera puesta en práctica acertada en electrodinámica cuántica.
Las dificultades con la teoría aumentaron a finales de la década de 1940. Las mejoras en la tecnología de microondas permitieron realizar mediciones más precisas del desplazamiento de los niveles de un átomo de hidrógeno, ahora conocido como desplazamiento Lamb y momento magnético del electrón. Estos experimentos pusieron de manifiesto discrepancias que la teoría era incapaz de explicar.
Un primer indicio de una posible salida fue dado por Hans Bethe en 1947, tras asistir a la Conferencia de Shelter Island. Mientras viajaba en tren desde la conferencia a Schenectady realizó el primer cálculo no relativista del desplazamiento de las líneas del átomo de hidrógeno medido por Lamb y Retherford. A pesar de las limitaciones del cálculo, el acuerdo fue excelente. La idea era simplemente añadir infinitos a las correcciones de masa y carga que en realidad estaban fijadas a un valor finito por los experimentos. De esta manera, los infinitos se absorben en esas constantes y dan un resultado finito que concuerda bien con los experimentos. Este procedimiento se denominó renormalización.

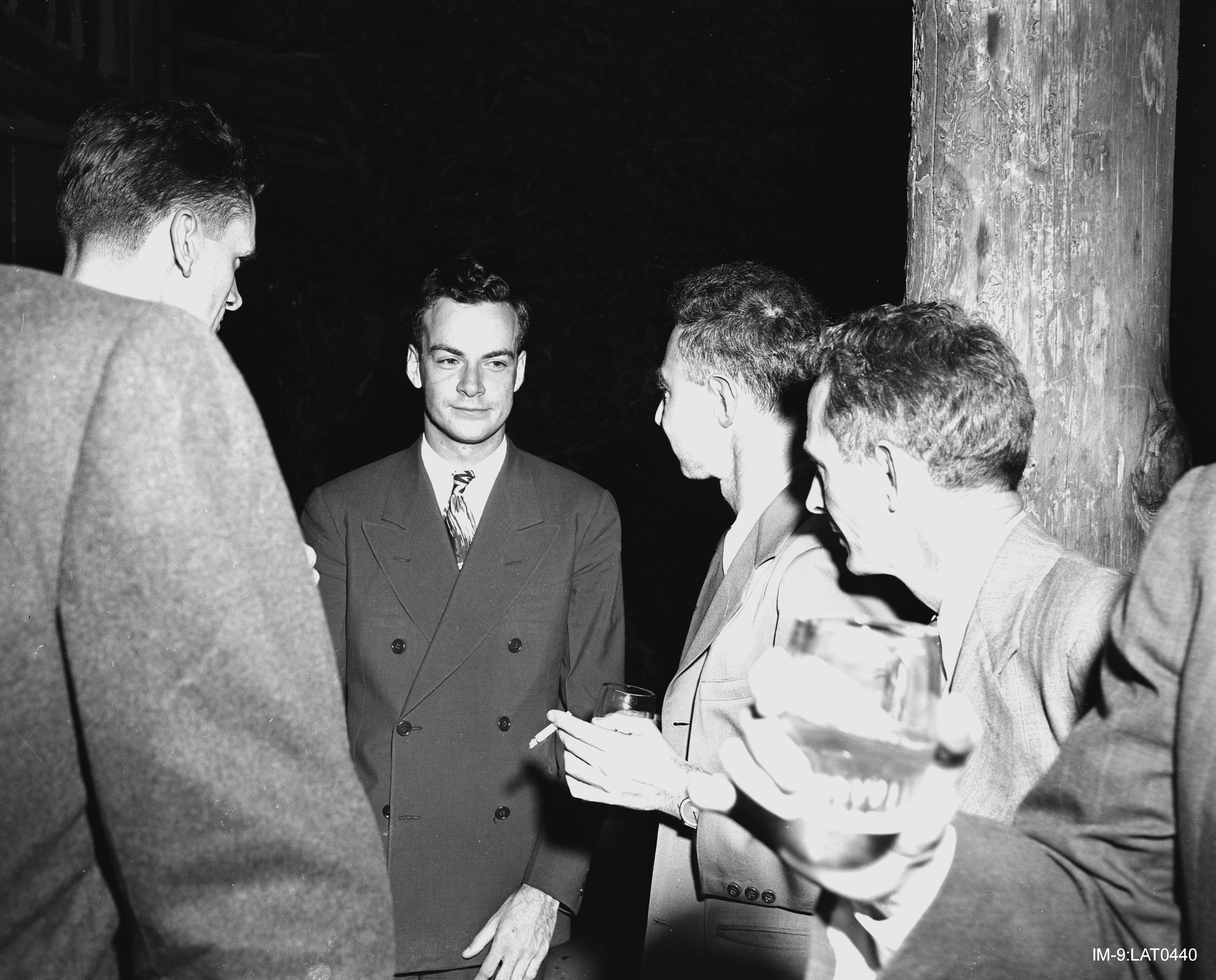
Feynman (centro) y Oppenheimer (derecha) en el Los Álamos.

Basándose en la intuición de Bethe y en trabajos fundamentales sobre el tema de Shin'ichirō Tomonaga, Julian Schwinger, Richard Feynman y Freeman Dyson, finalmente fue posible obtener formulaciones completamente covariantes que eran finitas en cualquier orden en una serie de perturbaciones de la electrodinámica cuántica. Sus contribuciones, y las de Freeman Dyson, versaron sobre covariante y teoría de gauge formulaciones de electrodinámica cuántica que permiten cálculos de observables en cualquier orden de teoría de la perturbación. La técnica matemática de Feynman, basada en sus diagramas, parecía inicialmente muy diferente del enfoque teórico de campos, basado en operadores de Schwinger y Tomonaga, pero Freeman Dyson demostró más tarde que ambos enfoques eran equivalentes. Renormalización, la necesidad de atribuir un significado físico a ciertas divergencias que aparecen en la teoría a través de integrales, se ha convertido posteriormente en uno de los aspectos fundamentales de la teoría cuántica de campos y ha llegado a verse como un criterio para la aceptabilidad general de una teoría. Aunque la renormalización funciona muy bien en la práctica, Feynman nunca se sintió del todo cómodo con su validez matemática, llegando a referirse a la renormalización como un "juego de conchas" y "abracadabra".: 128 
La QED ha servido de modelo y plantilla para todas las teorías cuánticas de campos posteriores. Una de estas teorías posteriores es la cromodinámica cuántica, que comenzó a principios de la década de 1960 y alcanzó su forma actual en la década de 1970 con el trabajo de H. David Politzer, Sidney Coleman, David Gross y Frank Wilczek. Basándose en los trabajos pioneros de Schwinger, Gerald Guralnik, Dick Hagen, y Tom Kibble, Peter Higgs, Jeffrey Goldstone, y otros, Sheldon Glashow, Steven Weinberg y Abdus Salam mostraron de forma independiente cómo la fuerza nuclear débil y la electrodinámica cuántica podían fusionarse en un único modelo electrodébil.

## Descripción de la teoría
La electrodinámica cuántica es una descripción detallada de la interacción entre fotones y partículas cargadas de tipo fermiónico. La teoría cuántica comparte ciertos rasgos con la descripción clásica. De acuerdo con la descripción de la óptica clásica la luz viaja sobre todos los caminos permitidos, y su interferencia determina los frentes de onda que se propagan de acuerdo con el principio de Fermat. Similarmente, en la descripción cuántica de los fotones (y los fermiones), estos pasan por cada camino posible permitido por aberturas o sistemas ópticos. En ambos casos el observador detecta simplemente el resultado matemático de la superposición de todas las ondas consideradas a lo largo de integrales de línea. Una diferencia es que en la electrodinámica la velocidad efectiva de un fotón puede superar la velocidad de la luz en promedio.
Además la electrodinámica cuántica fue la primera teoría cuántica del campo en la cual las dificultades para construir una descripción completa de campos y de creación y aniquilación de partículas cuánticas, fueron resueltas satisfactoriamente.

### Formalismo

Diagramas de Feynman simples usados para los cálculos perturbativos de EDC.

Matemáticamente, podemos decir que la electrodinámica cuántica tiene la estructura de una teoría de gauge abeliana, siendo el grupo de gauge asociado en grupo unitario {\displaystyle \scriptstyle \mathrm {U} (1)}. El campo de gauge que media la interacción entre campos de espín -1/2 con carga es el campo electromagnético.  
La evolución temporal de un sistema de partículas cargadas y fotones puede ser calculada mediante un cálculo perturbativo. En concreto la comparación con los experimentos realizables frecuentemente requiere el cálculo de los elementos de la matriz S que permiten encontrar las secciones eficaces de dispersión para partícula que puede ser comparada con los resultados de los experimentos.
La electrodinámica cuántica reduce este tipo de cálculos a un desarrollo perturbativo en serie de potencias que permite encontrar con la precisión deseada esas secciones eficaces. Cada uno de los términos perturbativos admite una representación gráfica conocida como diagrama de Feynman. De hecho, la electrodinámica cuántica fue históricamente la primera teoría donde se usaron diagramas de Feynman como ayuda en el cálculo perturbativo. La forma de cada uno de los términos perturbativos y, por tanto, la representación gráfica asociada depende de la forma del lagrangiano que caracteriza dicha teoría (ver más adelante).

### La invarianza gauge localU(1){\displaystyle \mathrm {U} (1)}
Es interesante observar como se puede hallar el lagrangiano de la EDC como simple exigencia de que el lagrangiano de un fermión libre con carga eléctrica no nula sea invariante gauge local. Sea {\displaystyle {\mathcal {L}}_{l}} el lagrangiano del fermión libre:

{\displaystyle {\mathcal {L}}_{l}={\dot {\imath }}{\bar {\psi }}\gamma ^{\mu }\partial _{\mu }\psi -m{\bar {\psi }}\psi ={\bar {\psi }}({\dot {\imath }}\gamma ^{\mu }\partial _{\mu }-m)\psi }

En otras palabras, queremos que {\displaystyle {\mathcal {L}}_{l}} sea invariante bajo una transformación local {\displaystyle \mathrm {U} (1)} de manera que el campo cambie como:

{\displaystyle \psi (x)\rightarrow e^{-{\dot {\imath }}\alpha (x)}\psi (x)}

En ese caso, la derivada covariante y el gauge serán:

{\displaystyle D_{\mu }=\partial _{\mu }-{\dot {\imath }}eA_{\mu }\qquad \therefore \qquad A_{\mu }\rightarrow A_{\mu }-{\frac {1}{e}}\partial _{\mu }\alpha }

Con todo esto, nos queda el lagrangiano de la electrodinámica cuántica:

{\displaystyle {\mathcal {L}}_{QED}={\bar {\psi }}\left({\dot {\imath }}\gamma ^{\mu }\partial _{\mu }-m\right)\psi +e{\bar {\psi }}\gamma ^{\mu }A_{\mu }\psi -{\frac {1}{4}}F_{\mu \nu }F^{\mu \nu }}

### Adecuación experimental
Es importante señalar que la electrodinámica cuántica no da valores concretos de lo que sucedería en un experimento concreto, sino solo probabilidades de que suceda un determinado tipo de situación. Es por eso, que los experimentos usan un número relativamente grande de partículas que son dispersadas estadísticamente de acuerdo con las probabilidades predichas por la teoría. A partir de la distribución de partículas dispersadas puede medirse la sección eficaz comparable con las predicciones numéricas de la teoría.
Las predicciones de la electrodinámica cuántica han sido confirmadas por los experimentos hasta un nivel insólito de precisión: habitualmente se tienen experimentos que coinciden en 12 cifras decimales correctas con las predicciones de la teoría. Esto hace de la EDC cuántica la teoría más precisa construida por el ser humano.

## Formulación matemática
La dinámica y propiedades básicas de una teoría de campo depende de la forma seleccionada para el lagrangiano. La selección de lagrangiano depende de las simetrías del grupo de gauge y del hecho de que la teoría describa adecuadamente la interacción entre fermiones cargados. En una teoría que describa campos fermiónicos interactuando mediante un campo de gauge bosónico asociado a partículas sin masa (fotones) cuyo grupo de gauge es conmutativo, el lagrangiano de partida puede tomarse como:

(1){\displaystyle {\mathcal {L}}=i{\bar {\psi }}\gamma ^{\mu }\partial _{\mu }\psi -e{\bar {\psi }}\gamma _{\mu }A^{\mu }\psi -m{\bar {\psi }}\psi -{\frac {1}{4}}F_{\mu \nu }F^{\mu \nu }\,}

Donde el campo ferminónico {\displaystyle \ \psi } y su adjunto de Dirac {\displaystyle {\bar {\psi }}} son los campos que representan partículas de  carga eléctrica, específicamente el electrón y los campos del positrón representados como espinor de Dirac. La parte del lagrangiano que contiene el tensor de campo electromagnético describe la evolución libre del campo electromagnético, mientras que la ecuación de Dirac con la derivada covariante de gauge describe la evolución libre de los campos del electrón y del positrón así como su interacción con el campo electromagnético.

### Ecuaciones de movimiento
Las ecuaciones de «movimiento» o ecuaciones de evolución temporal de la electrodinámica cuántica pueden obtenerse mediante las ecuaciones de Euler-Lagrange del lagrangiano de la teoría.
Insertando ese lagrangiano en las ecuaciones de Euler-Lagrange se obtiene la ecuación de evolución temporal de la teoría:

(2){\displaystyle \partial _{\mu }\left({\frac {\partial {\mathcal {L}}}{\partial (\partial _{\mu }\psi )}}\right)-{\frac {\partial {\mathcal {L}}}{\partial \psi }}=0\quad {\mbox{con}}{\begin{cases}\partial _{\mu }\left({\frac {\partial {\mathcal {L}}}{\partial (\partial _{\mu }\psi )}}\right)=\partial _{\mu }\left(i{\bar {\psi }}\gamma ^{\mu }\right)\\{\frac {\partial {\mathcal {L}}}{\partial \psi }}=-e{\bar {\psi }}\gamma _{\mu }A^{\mu }-m{\bar {\psi }}\end{cases}}}

Colocando los dos términos dentro de la ecuación de Euler-Lagrange resulta finalmente la siguiente ecuación de evolución para el campo fermiónico:
| {\displaystyle i\gamma ^{\mu }\partial _{\mu }\psi -m\psi =e\gamma _{\mu }A^{\mu }\psi \,} |
El miembro de la izquierda es precisamente la ecuación de Dirac y el término de la derecha representa la interacción con el campo electromagnético.
Las mismas ecuaciones de Euler-Lagrange, aplicadas ahora al campo {\displaystyle A^{\mu }}, permiten encontrar las ecuaciones de evolución del campo electromagnético:

(3){\displaystyle \partial _{\nu }\left({\frac {\partial {\mathcal {L}}}{\partial (\partial _{\nu }A_{\mu })}}\right)-{\frac {\partial {\mathcal {L}}}{\partial A_{\mu }}}=0\quad {\mbox{con}}{\begin{cases}\partial _{\nu }\left({\frac {\partial {\mathcal {L}}}{\partial (\partial _{\nu }A_{\mu })}}\right)=\partial _{\nu }\left(\partial ^{\mu }A^{\nu }-\partial ^{\nu }A^{\mu }\right)\\{\frac {\partial {\mathcal {L}}}{\partial A_{\mu }}}=-e{\bar {\psi }}\gamma ^{\mu }\psi \end{cases}}}

Y la ecuación de evolución del campo electromagnético resulta finalmente:
| {\displaystyle \partial _{\nu }F^{\nu \mu }=e{\bar {\psi }}\gamma ^{\mu }\psi \,} |
Donde el segundo miembro puede ser interpretado como la densidad de corriente asociada al campo fermiónico.

### Reglas de Feynman
Para dar cuenta de todos los efectos cuánticos, es necesario reemplazar las componentes de los campos en las anteriores ecuaciones diferenciales por operadores autoadjuntos interpretables como genuinos operadores cuánticos. En general eso lleva a unos sistemas de ecuaciones que no sabemos como integrar exactamente, pero que admiten un tratamiento perturbativo, descomponiendo el operador de evolución temporal {\displaystyle {\hat {U}}_{QED}=\exp(it{\hat {H}}_{QED})} en series de potencias o serie perturbativa.
El cálculo de cada término de la serie anterior puede realizarse de manera casi automática con la ayuda de los llamados diagramas de Feynman, a los que se puede asociar unas reglas de Feynman. La precisión del cálculo depende de cuantos términos se consideran en la serie perturbativa anterior.

### Renormalización
Un serio problema con las reglas de Feynman es que tal como fueron establecidas por primera vez conducen a diagramas y términos divergentes en la serie perturbativa, es decir, términos no finitos que echan a perder el cálculo de los términos finitos. Obviamente todos los resultados físicos son finitos y esos términos divergentes del cálculo no son observables en la realidad. La renormalización es un conjunto de reglas adicionales que interpretan qué relación existe entre los términos calculados y los términos mensurables en la realidad y generan reglas adicionales que permiten «normalizar» los cálculos y garantizar que se producen resultados numéricos finitos comparables con la realidad mediante experimento.
Es conocido que el hecho de que una teoría cuántica sea una teoría de campo de gauge le confiere la propiedad de ser renormalizable, en el sentido de que existe un conjunto de reglas adicionales que permiten eliminar términos divergentes no observables y dar lugar a resultados finitos.

### Libros
- De Broglie, Louis (1925). Recherches sur la theorie des quanta [Research on quantum theory]. France: Wiley-Interscience.
- Feynman, Richard Phillips (1998). Quantum Electrodynamics (New edición). Westview Press. ISBN 978-0-201-36075-2.
- Jauch, J.M.; Rohrlich, F. (1980). The Theory of Photons and Electrons. Springer-Verlag. ISBN 978-0-387-07295-1. (requiere registro).
- Greiner, Walter; Bromley, D.A.; Müller, Berndt (2000). Gauge Theory of Weak Interactions. Springer. ISBN 978-3-540-67672-0.
- Kane, Gordon, L. (1993). Modern Elementary Particle Physics. Westview Press. ISBN 978-0-201-62460-1.
- Miller, Arthur I. (1995). Early Quantum Electrodynamics: A Sourcebook. Cambridge University Press. ISBN 978-0-521-56891-3.
- Milonni, Peter W. (1994). The Quantum Vacuum: An Introduction to Quantum Electrodynamics. Boston: Academic Press. ISBN 0124980805. LCCN 93029780. OCLC 422797902.
- Schweber, Silvan S. (1994). QED and the Men Who Made It. Princeton University Press. ISBN 978-0-691-03327-3. (requiere registro).
- Schwinger, Julian (1958). Selected Papers on Quantum Electrodynamics. Dover Publications. ISBN 978-0-486-60444-2.
- Tannoudji-Cohen, Claude; Dupont-Roc, Jacques; Grynberg, Gilbert (1997). Photons and Atoms: Introduction to Quantum Electrodynamics. Wiley-Interscience. ISBN 978-0-471-18433-1.

### Revistas
- Dudley, J.M.; Kwan, A.M. (1996). «Richard Feynman's popular lectures on quantum electrodynamics: The 1979 Robb Lectures at Auckland University». American Journal of Physics 64 (6): 694-98. Bibcode:1996AmJPh..64..694D. doi:10.1119/1.18234.

- Datos: Q234881
- Multimedia: Quantum electrodynamics / Q234881